# Hankore
Die HanKore Environment Tech Group (mandarin 汉科环境科技集团有限公司) ist ein chinesisches Unternehmen, das in der Branche der Abwasseraufbereitung tätig ist. Die Gruppe firmierte bis April 2011 unter dem Namen Bio-Treat. Seit 2004 ist sie am Singapore Exchange gelistet, von 2007 bis Ende 2012 wurde sie im Natur-Aktien-Index geführt. Sitz des Unternehmens ist Peking.
Die Gruppe betreibt Kläranlagen u. a. in den Städten Xianyang, Kunshan, Lianyungang, Nanjing, Suzhou, Peking, Binzhou, Jiangdu und Suqian.